# نهر هرون

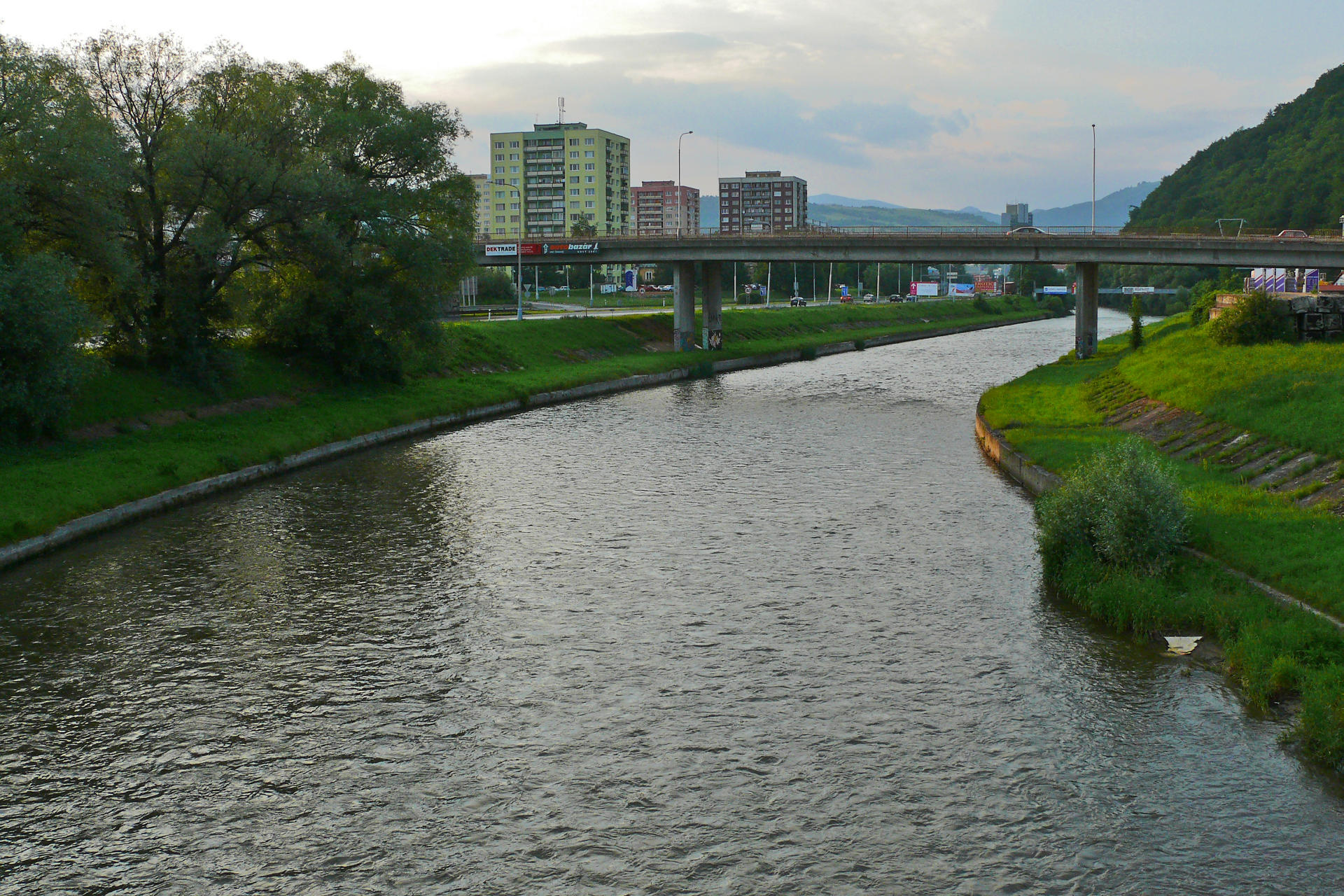
نهر هورن

نهر هورن طوله 298 كم وهو رافد من نهر دانوب ويعد ثاني أطول نهر في سلوفاكيا، وينبع من جبال تاترا المنخفضة في وسط وجنوب سلوفاكيا، ومن المدن والبلدات التي يمر بيها نهر هورن برزنو وبانسكا بيستريتسا وسلياتس وزفولن وجيار ناد هرونوم وجارنوفيتسا ونوفا بانا وتلماتشه وليفيتسا وجيليزوفتسي، حوض النهر يغطي حوالي 11٪ من أراضي سلوفاكيا.

## تاريخ النهر
تم ذكر اسم النهر لأول مرة في عام 170م، عندما كتب الإمبراطور الروماني ماركوس أوريليوس تأملاته عند نهر هيرون، وفي عام 1930م تم استخدام النهر لنقل الخشب 